# Amerika gyarmatosítása
Amerika gyarmatosításának a kezdetét általánosságban a kontinens felfedezésétől számítják (1492), de legelső gyarmatosítóinak a vikingeket tartják, akik a 11. század folyamán számos települést alapítottak Grönlandon és egy rövid életűt L’Anse aux Meadows-nál, amely területet a vikingek Vinlandnak neveztek (ma Új-Fundland). A grönlandi kolóniák több évszázadot is túléltek, mely idő alatt a grönlandi vikingek az eszkimókkal jórészt ellenséges viszonyban álltak. A 15. századra a grönlandi viking települések megszűntek.
1492-ben, a Kolumbusz Kristóf vezette spanyol felfedezés érte el újra Amerikát. Ezután a kontinens európai felfedezése és gyarmatosítása hamar kiterjedt, először a Karib-tenger övezetében (beleértve Hispaniola, Puerto Rico és Kuba szigeteket), majd a 16. században Észak- és Dél-Amerika egyes területein. Végül már az egész nyugati félgömb európaiak uralma alá kerülhetett, mely alapos változásokat idézett elő a népességben, a kultúrában, a tájképben, a növény- és állatvilágban. 

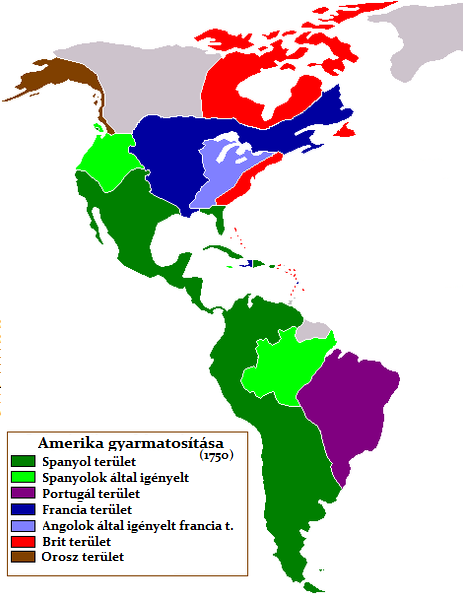
Az európai nagyhatalmak amerikai gyarmatai 1750-ben

## Korai hódítások és gyarmatok
Kolumbusz 1492-es útja után gyorsan létrejöttek a spanyol telepek a Karib-szigeteken. A mai Haiti, Kuba és a Bahama-szigetek őslakossága a spanyol hódítók igen kegyetlen gyarmatosításának következtében teljesen kihalt. Helyüket egyre inkább az Afrikából hozott néger rabszolgák és a fehér telepesek foglalták el. Ugyanakkor megkezdődött a Latin-Amerika gyarmatosítása is, amely az első pillanattól kezdve katonai hadjáratokkal folyt.
Az első hódításokat a portugálok és a spanyolok indították. A pápa által jóváhagyott 1494-es tordesillasi szerződésben a két királyság az egész Európán kívüli világot felosztotta egymás között.
A 15. század végén egy időben négy spanyol expedíció indult az Újvilágba:
- Ojeda, Vespucci és La Cosa (1499-1500)
- Pedro Alonso Niño és Cristóbal Guerra (1499-1500)
- Vicente Yáñez Pinzón (1499-1500)
- Diego de Lepe (1499-1500).

A spanyol gyarmati uralom első központja Hispaniola lett, innen indult ki a legtöbb hódító hadjárat.
A Dél-Amerikán keresztül menő határtól nyugatra a Spanyol Királyság gyors területszerzésbe kezdett. Hernán Cortés nevű spanyol hidalgo 1519-ben 500 fős seregével indult Mexikó meghódítására. A fejlett kultúrájú azték királyságot gyorsan meghódították, amit főleg a kegyetlen harcmódnak és az indiánok által ismeretlen tüzérség és lovasság alkalmazásának köszönhettek. Az 1520-ban befejeződött igen véres hadjárat során Mexikót meghódították a spanyolok. 
Megdöntve az azték és az inka birodalmat, irányításul alá vonták Dél- és Mexikóval együtt Közép-Amerika jelentős részét a 16. század közepére, ami mellé pár korábbi karibi hódítás is társult. 
Eközben a portugálok uralmuk alá hajtották Kelet-Amerika jelentős részét, elnevezve ezt Brazíliának.
Más európai nemzetek hamarosan megkérdőjelezték a tordesillasi egyezményt, melyről velük nem tárgyaltak. Anglia, a Francia Királyság és Hollandia szintén kísérletet tettek a 16. században gyarmatok létrehozására. Meghódították a Karib-tenger szigeteit, majd főleg Észak-Amerikában terjeszkedtek.
Ezen újabb hódítások egy része a spanyolok által már meghódított vagy a népirtásokban és a járványokban elnéptelenedett karibi szigeteken volt, míg mások Észak-Amerika keleti partvidékén, mely Floridától északra nem tartozott Spanyolországhoz.
Mellettük Dánia is tartós kolóniákat épített ki. A Dán Királyság a 18. és 20. század között ismét gyarmatosította Grönlandot, de telepeket létesített a Virgin-szigeteken is.
Észak-Amerikában Spanyol Florida, az angol Virginia és Új-Anglia, a francia Acadia és Kanada (Új Franciaország), a svéd Új-Svédország, és a holland Új-Hollandia gyarmatok alakultak. A 18. században a Dánia–Norvégia felújította az egykori grönlandi gyarmatokat, míg az Orosz Birodalom megvetette lábát Alaszkában.

## Járványok és népességcsökkenés

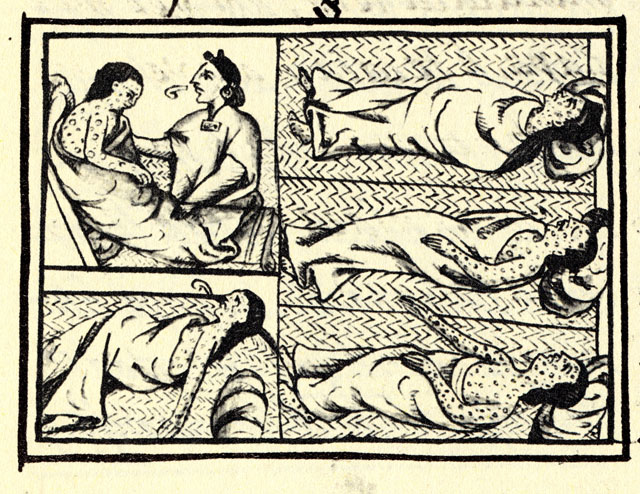
Himlőben haldokló indiánok a 16. századi firenzei kódex rajzán

Amerika meghódítása és gyarmatosítása népirtással, féktelen rablással járt együtt.
Az amerikai őslakos népesség az európaiak megérkezése után a becslések szerint 80%-kal csökkent, az 1492-es körülbelül 50 millióról 1650-re mintegy 8 millióra.
Az európaiak és az ázsiaiak számára olyan hosszú történelmű háziasított állatok mint a tehén, disznó, bárány, kecske, ló és a különböző baromfik behozatala az amerikai kontinensre és európaiakkal való hosszantartó kapcsolat az amerikai őslakos indiánok számára szokatlan baktériumokat és eddig ismeretlen kórok járványait eredményezte. Himlő járványok (1518, 1521, 1525, 1558, 1589), tífusz (1546), influenza (1558), torokgyík (1614) és kanyaró (1618) söpört végig az európai kapcsolatfelvétellel, megölve sok millió embert, az indián népesség nagy részét. Más történészek alapján az őslakos indiánok eltűnése bizonyos területekről (pl. Karib-szigetek), főleg a nagyszabású népirtás eredménye volt.
Ez a népességcsökkenés és a kulturális és államhatalmi összeomlás nagyban elősegítette az „Újvilág” földjeinek gyarmatosítását és az őslakos civilizációk meghódítását.

Annyi ember halálát okozta a kontinens gyarmatosítása, hogy óriási területek maradtak megműveletlenül, ami aztán még az éghajlatra is hatással volt.

## Térítés
Az európai gyarmatosítás első hullámától kezdve, a 15-16. századtól az európai keresztény gyarmatosítók és telepesek szisztematikusan követték el az őslakosok vallásaival szembeni vallási megkülönböztetést, üldözést és erőszakot.
Spanyolország volt a legaktívabb abban, hogy az őslakosokat a keresztény vallásra térítse. VI. Sándor pápa 1493 májusában kiadta az Inter caetera bullát, amely megerősítette a Spanyol Királyság által igényelt területeket és elrendelte, hogy az őslakosokat térítsék át a katolikus kereszténységre.
Kolumbuszt második útja során a bencés atyafiak kísérték tizenkét másik pappal együtt. Az azték birodalom spanyol meghódításával megkezdődött a bennszülött lakosság megtérítése az úgynevezett "szellemi hódítás" keretében. A bennszülött népek evangelizálását szolgáló "hadjáratban" számos koldulórendi szerzetes vett részt. Ennek érdekében a ferencesek és a domonkosok megtanulták az olyan őslakos nyelveket, mint a navatl, mixték és zapoték.
Később Amerika egész területén a jezsuiták is aktívak voltak az őslakosok megtérésében. Jelentős sikereket értek el Új-Franciaország határain, a portugál Brazíliában  és Paraguayban, ahol szinte autonóm államuk volt az államban.

## Rabszolgaság
Amerika felfedezése nagy mértékben fellendítette a rabszolgaság intézményét. A kontinens felfedezése után a rabszolgakereskedelem szinte szükségessé vált. Az indiánok nem bírták a megfeszített munkát és tömegesen haltak meg. Ezért 1517-től afrikai néger rabszolgákat szállítottak az Újvilágba. Míg Európa nagy részén megszűnt a rabszolgaság, addig az Újvilágban az olyan katolikus hatalmak, mint Portugália és Spanyolország, kezdettől fogva alkalmazták a megalakult gyarmataikon. Az afrikai partokról évente tízezer számra szállították a néger rabszolgákat a Karib-szigetekre, majd később főleg Brazíliába. A négereket szállító hajókat portugálul tumbeiros-nak, vagyis koporsókat szállító hajóknak nevezték. Nevükre rá is szolgáltak, mert a rettenetesen megtömött hajókon egymás hegyén-hátán szorongó rabszolgák nemcsak rettenetes kínokat álltak ki, hanem sokan meg is haltak.
Később, a 17. századtól, gazdasági érdekből bevezették a rabszolgaságot a területükön a franciák, a hollandok és az angolok is. A rengeteg behurcolt afrikai rabszolga sok helyen aztán a lakosság etnikai összetételét is teljesen átalakította.
Az első állam, mely rabszolgáit felszabadította, Dánia volt 1702-ben, majd Dániát két évvel később az Egyesült Államok északi államai követték. Az Antillákon élő néger rabszolgákat a francia forradalom szabadította fel, de Napóleon és a császárság megint visszaállította.
Anglia az Antillákon levő gyarmatain 1833—1834-ben szabadította fel a rabszolgákat, a francia gyarmatokon 1830-ban, Brazíliában húsz évvel később, a holland szigeteken 1854-ben, Puerto Ricóban csak 1872-ben, Kuba szigetén 1880-ban szabadultak fel.

## Telepesek és bevándorlók
Európa atlanti-óceáni kikötőiből – kezdetben elsősorban Spanyolországból, Portugáliából, majd Nagy-Britanniából – szegények, gazdagok, telepesek tömegei szálltak hajóra, hogy a "tengeren túl" keressék szerencséjüket. 1820-ig megközelítőleg 2,6 millió európai vándorolt be az amerikai kontinensre. (Velük szemben legalább 8,8 millió afrikai rabszolgát szállítottak oda.) Ezen időpontig a bevándorlók valamivel kevesebb mint fele brit, 40 százaléka spanyol és portugál, 6 százaléka svájci és német területről, 5 százaléka pedig francia területről érkezett. Más nemzetiségűek érkezése eddig elhanyagolható volt.
Az Európából Amerikába történő bevándorlás éves rátája folyamatosan nőtt a három évszázad során. Az első másfél évszázadot a spanyol és portugál emigránsok uralták, akik 1640-ig az Európát elhagyó közel félmillió telepes kb. 87 százalékát tették ki.
Az 1640-től 1760-ig tartó második szakaszban háromszorosára nőtt a kivándorlók száma. Ebben az időszakban kb. 1,3 millió ember hagyta el Európát az Újvilágért. Az ebben az időszakban bevándorolt brit, francia, svájci és német telepesek közül sok olyan munkaszerződéssel érkezett, amely jellemzően négy és hét év közötti munkavégzésre kötelezte őket a szállítás, az ellátás és a szállás költségeiért.
1760-tól 1820-ig zömmel ismét szabad telepesek érkeztek; Észak-Amerikába és az Egyesült Államokba leginkább brit migránsok hatalmas hulláma.
Társadalmi jelleg
Urak (spanyol: hidalgos), kormánytisztviselők, katonák, papok, kereskedők, szolgák, cselédek, kézművesek, ültetvényesek és földművesek voltak azok az európaiak, akik a kora újkorban elindultak Amerikába. Az egyik lényeges különbség közöttük az volt, hogy ingyen érkeztek vagy valamilyen szerződéses munkakötelezettség alatt álltak. Mellettük még nagyobb számú elítélt és politikai fogoly is érkezett.
Gazdasági bevándorlók
Sokan, különösen a férfiak, azért vándoroltak be Amerikába, hogy ott jobb életet éljenek, mint hazájukban, ahol a lakosság nagy részének nem volt pénze élelemre, ruházatra, házépítésre.
A feljegyzés alapján egy Virginiába bevándorolt skót mondta 1734-ben a testvérének, hogy „kár, hogy hazám népének ezrei maradnak éhezve otthon, amikor békében és bőségben élhetnének itt”. Amerikát sokan „paradicsomként" jellemezték. Ha nem is volt paradicsom, az Újvilág egy jobb lehetőséget kínált azoknak, akik megkockáztatták, hogy egy ismeretlen világba költöznek, és ha túlélték, gyakran olyan életszínvonalat értek el, amely otthon többnyire lehetetlen lett volna.
Érkeztek kalandorok is, akiket az arany és az arról szóló legendák vonzottak (Észak- és Közép-Amerikában Quivira,  Cibola, Paititi; Dél-Amerikában El Dorado).
Jómódú hollandok nagy birtokokat hoztak létre a Hudson folyó mentén, és gazdálkodókat hoztak be, akik bérlővé váltak. Mások kereskedelmi telepeket alapítottak, hogy az őslakos amerikaiakkal kereskedjenek, és olyan városokat alapítottak, mint Új-Amszterdam (a mai New York).
Vallási bevándorlók
Sokan azért hagyták el hazájukat, hogy az Újvilágban éljenek, mert a vallásuk miatti üldöztetés vagy hátrány elől menekültek. Érkeztek angol puritánok (→ zarándokatyák) és más nonkonformisták, angol katolikusok, skót presbiteriánusok, francia protestáns hugenották, valamint a zsidók, kvékerek, mennoniták stb.
A zsidók a 17. század közepén Új-Amszterdam holland gyarmatára menekültek, amikor a spanyol és portugál inkvizíció üldözte őket.
Kényszerbevándorlók
A kényszerbevándorlók közé az afrikai rabszolgák tartoztak, akiket Amerikába deportáltak földművelés és egyéb munkavégzés céljából.

## Kronológia

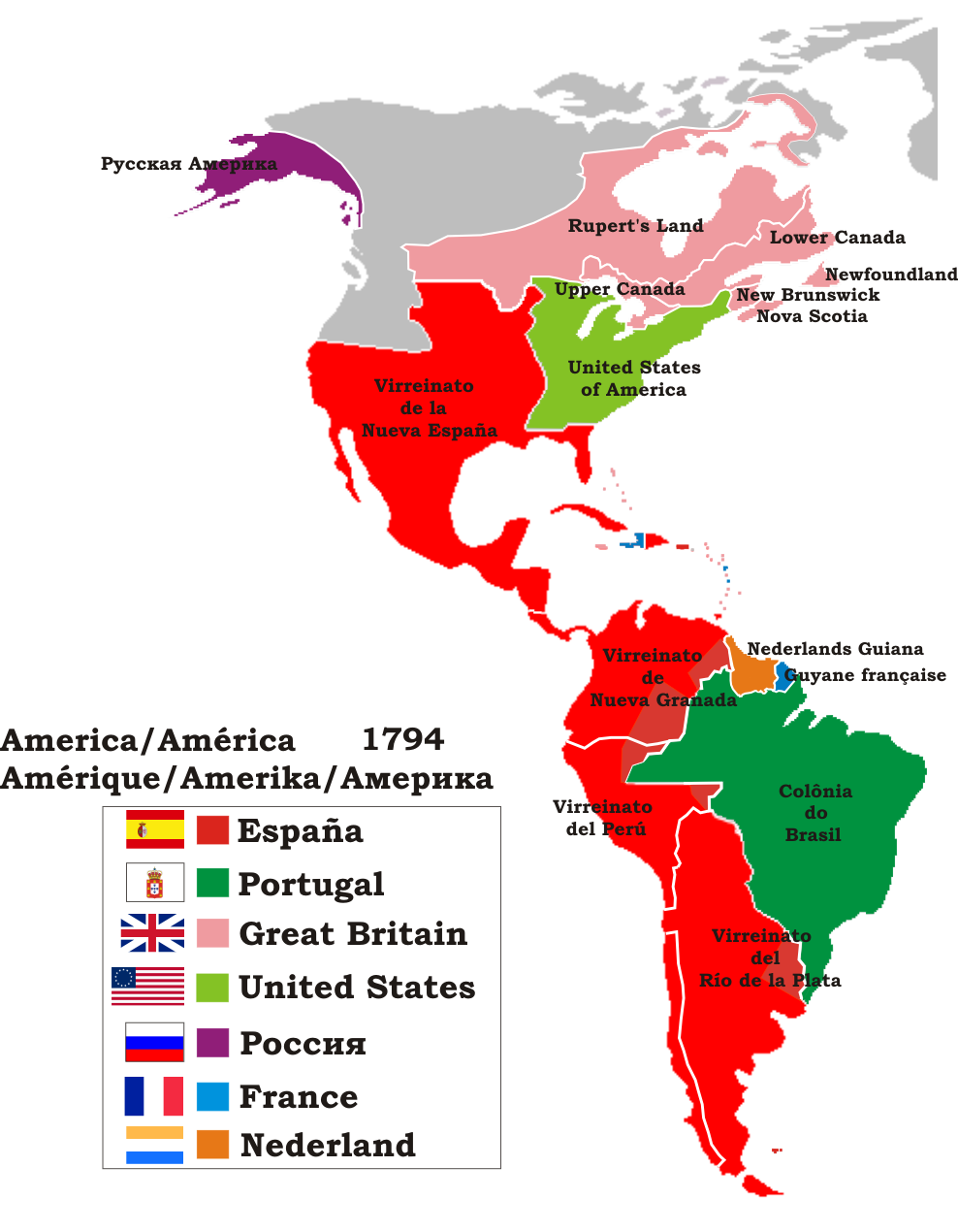
Amerika politikai térképe 1794-ben
Spanyol gyarmat
Portugál gyarmat
Brit gyarmat
Egyesült Államok
Orosz fennhatóság
Francia gyarmat
Holland gyarmat

Amerika gyarmatosításának főbb évszámai.

### 15. század
- 1492: Kolumbusz eléri a Bahamákat,[27] Kubát és Hispaniolát.
- 1493: Kolumbusz eléri Puerto Ricót.
- 1494: Kolumbusz eléri Jamaicát.
- 1494: Portugália és Spanyolország, az akkori két nagy tengeri hatalom aláírja a Tordesillas-i szerződést.
- 1496: Santo Domingo alapítása, mint az első európai állandó település.[28]
- 1497: John Cabot eléri Új-Fundland és Labradort.[29]
- 1498: Harmadik útján Kolumbusz eléri Trinidadot és Tobagót.
- 1499: João Fernandes Lavrador feltérképezi Labradort és Új-Fundlandot.
- 1499: Amerigo Vespucci és Alonso de Ojeda eléri az Amazonas torkolatát.
- 1500: Pedro Álvares Cabral Brazíliában

### 16. század
- 1502: Vespucci a második út után arra a következtetésre jut, hogy a kontinens nem India része.
- 1513: Vasco Núñez de Balboa átkel a Panama-földszoroson és először éri el a Csendes-óceán partvidékét.
- 1513: Juan Ponce de León az örök fiatalság legendás kútjának keresésére indul. Miután nem éri el a célját, Floridát spanyol birtoknak nyilvánítja.
- 1515: Kuba meghódítása befejeződik
- 1517: A spanyol korona jóváhagyásával megkezdődik a rabszolgakereskedelem a gyarmatokon.[30]
- 1519: Hernán Cortés megérkezik Tenocstitlanba, és ezzel megkezdi az azték birodalom meghódítását. Győzelme 300 éves spanyol uralomhoz vezet Mexikóban és Közép-Amerikában.  (→ Mexikó spanyol meghódítása)
- 1522: Pascual de Andogoya felfedezi Perut.
- 1523: Spanyolország állandó katonai bázist és települést hoz létre Jamaicán.
- 1524: Pedro de Alvarado meghódítja a mai Guatemalát és El Salvadort.
- 1525: Estêvão Gomes megérkezik a mai New York területére.[31][32]
- 1535: Jacques Cartier eléri Quebecet.
- 1539: Hernando de Soto a Floridától Arkansasig tartó területen jár.
- 1540: A spanyolok elérik a Grand Canyont. (A területet a következő 200 évben figyelmen kívül hagyják.)
- 1541: Hernando de Soto eléri a Mississippi folyó partját.
- 1541: Pedro de Valdivia megalapítja a chilei Santiagot.
- 1542: Juan Rodriguez Cabrillo eléri a kaliforniai partvidéket.
- 1542: A perui alkirályság létrehozása
- 1551: Megalapítják az első egyetemeket Limában és Mexikóvárosban.
- 1553: Pedro Cieza de Leon kiadja a Peru krónikáját, amely először írja le Dél-Amerika történetét és földrajzát.
- 1564: Francia hugenották a floridai Jacksonville-ben ( Fort Caroline ).
- 1565: Rio de Janeiro megalapítása.
- 1576: Martin Frobisher eléri a Labrador-fsz. és a Baffin-sziget partvidékét.
- 1598: spanyol település Új-Mexikó északi részén.
- 1600-ig csak Spanyolország és Portugália a jelentős gyarmati hatalmak.

## A gyarmatok

Politikai változás Észak-Amerikában 1750-től
(animációs térkép)

Politikai változás Dél-Amerikában 1700-tól
(animációs térkép)

### Brit (1707 előtt) és angol
- Brit -Amerika (1607–1783)
  - Tizenhárom kolónia (1607–1783)
  - Rupert's Land (Kanada) (1670–1870)
  - Brit Columbia (1793–1871)
  - Brit Észak-Amerika (1783–1907)
- Brit Nyugat-India
- Belize

### Dán gyarmatok
- Dán-norvég Nyugat-India (1754–1814)
- Dán Nyugat-India(1814–1917)
- Dán-norvég Észak-Grönland (1721–1814)
- Dán-norvég Dél-Grönland (1728?-1814)
- Grönland (1814–1953)

### Holland gyarmatok
- Új-Hollandia (1609–1667)
- Essequibo (1616–1815)
- Holland Virgin-szigetek (1625–1680)
- Berbice (1627–1815)
- Új-Walcheren (1628–1677)
- Holland Brazília (1630–1654)
- Pomeroon (1650–1689)
- Cayenne (1658–1664)
- Demerara (1745–1815)
- Suriname (1667–1954) (1975-ig a Holland Királyságban maradt)
- Curaçao és függőségei (1634–1954) (Aruba és Curaçao még mindig a Holland Királysághoz tartozik, Bonaire; 1634– jelen)
- Sint Eustatius és függőségek (1636–1954) (Sint Maarten még mindig a Holland Királyságban, Sint Eustatius és Saba; 1636 – jelen)

### Franciaország
- Új-Franciaország (1604–1763)
  - Acadia (1604–1713)
  - Kanada (1608–1763)
  - Louisiana (1699–1763, 1800–1803)
  - Newfoundland (1662–1713)
  - Role Royale (1713–1763)
- Francia Guyana (1763 - napjainkig)
- Francia Nyugat -India Fort Lachine Új -Franciaországban, 1689

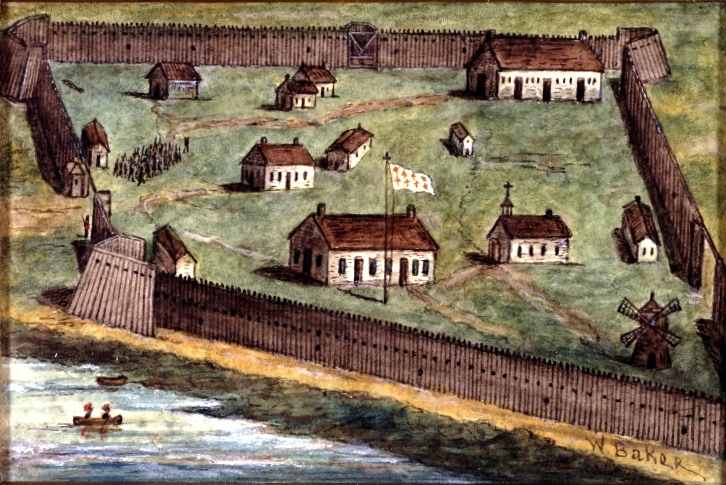
Fort Lachine Új -Franciaországban, 1689

- Saint-Domingue (1659–1804, most Haiti )
- Tobago
- Virgin-szigetek
- Francia Antarktisz (1555–1567)
- Egyenlítői Franciaország (1612–1615)
- Francia Florida (1562–1565)

### Máltai lovagok
- Saint Barthélemy (1651–1665)

Politikai változások a Karib-térségben 1700 után
(animációs térkép)

- Szent Kristóf (1651–1665) (ma St. Kitts)
- Saint Croix (1651–1665) (ma az Amerikai Virgin-szigetek egy szigete)
- Saint-Martin (1651–1665)

### Norvég gyarmatok
- Grönland (986–1408 [33] )
- Dán-norvég Dél-Grönland (1728?-1814)
- Dán-norvég Észak-Grönland (1721–1814)
- Dán-norvég Nyugat-India (1754–1814)
- Cooper-sziget (1844–1905)
- Sverdrup-szigetek (1898–1930)
- Vörös Erik földje (Grönland) (1931–1933)

### Portugália
- A gyarmati Brazília (1500–1815)
- Terra do Labrador (1499/1500–?)

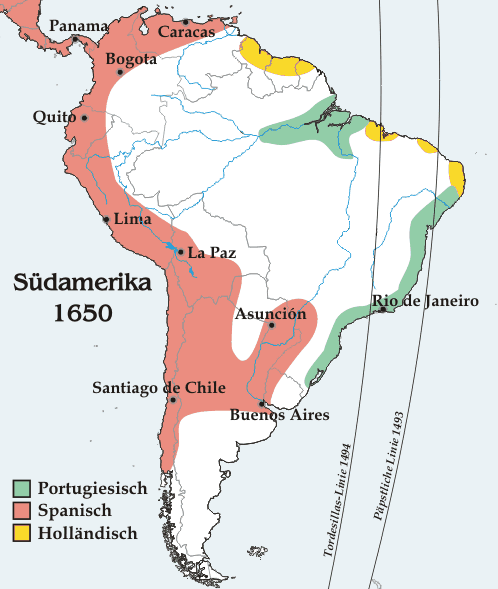
Dél-Amerika 1650-ben
Portugál gyarmat
Spanyol gyarmat
Holland gyarmat

- Új-Fundland, más néven Terra Nova dos Bacalhaus-Terra Nova (1501–? )
  - Portugál Cove-St. Fülöp (Új-Fundland) (1501–1696)
- Új-Skócia (1519? -1520 -as évek?)
- Barbados (kb. 1536–1620)
- Colonia do Sacramento (1680–1705/1714–1762/1763–1777 (1811–1817))
- Cisplatina (1811–1822, ma Uruguay)
- Francia Guyana (1809–1817)

### Oroszország
- Orosz Amerika ( Alaszka ) (1799–1867)
- Fort Ross ( Sonoma megye, Kalifornia )

### Skót gyarmat
- Új-Skócia  (1622–1632)
- Darien Panama-földszoros (1698–1700)
- Stuarts Town, Karolina (1684–1686)

### Spanyol gyarmat
- Hispaniola (1493–1697); amely jelenleg Haitit és a Dominikai Köztársaságot foglalja magában, teljes spanyol fennhatóság alatt volt 1492 és 1697 között; majd részleges uralom alatt
- Puerto Rico (1493–1898);
- Santiagoi kolónia (1509-1655); utána Nagy-Britannia hódította meg; jelenleg Jamaica
- Kuba (1607-1898);
- Új-granadai Alkirályság (1717–1819)
  - Venezuela főkapitánysága
- Új-Spanyolország alkirálysága (1535–1821)
  - Nueva Extremadura
  - Nueva Galícia
  - Nuevo Reino de León
  - Nuevo Santander
  - Nueva Vizcaya
  - Las Californias
  - Santa Fe de Nuevo México
  - Guatemala főkapitánysága
- Louisiana (Új-Spanyolország) (1769-1801)
- Spanyol Florida (1565-1763)
- Spanyol Texas (1716-1802)
- Peru alkirálysága (1542–1824)
- Chilei főkapitányság (1544-1818)
- Rio de la Plata  (1776–1814)

### Svéd gyarmat
- Új-Svédország (1638–1655), a Delaware folyó alsó folyása mentén
- Saint Barthélemy (1784–1878)
- Guadeloupe (1813–1814)

## Lásd még
| - Egykori gyarmatok és függő területek listája - Spanyol Birodalom - Mexikó spanyol meghódítása - A Karib-térség történelme - Új-Spanyolország | - Conquistador - Gyarmatosítás - Hernán Cortés - Francisco Pizarro - Martín de Argüelles - Indiánok - 1622-es indiánmészárlás |